# Cotignac
Cotignac is een gemeente in het Franse departement Var (regio Provence-Alpes-Côte d'Azur) en telt 2163 inwoners (2007). De plaats maakt deel uit van het arrondissement Brignoles. Cotignac is lid van Les Plus Beaux Villages de France.
Cotignac ligt circa 60 km ten noorden van Toulon. Het ligt tegen een bijzondere rotswand van 80 m hoog, waarin rotswoningen uitgehouwen zijn. Het dorp leeft van toerisme en wijnbouw (tot in de jaren 50 ook van olijventeelt). Het aantal inwoners steeg na de oorlog met een derde, vooral door de komst van buitenlanders, veelal gepensioneerden. Er wonen nu vrij veel Engelsen, kunstenaars en ambachtslieden.
Het dorp telt achttien meestal 17de-eeuwse fonteinen, had vroeger veertien olijfpersen, waarvan er nu nog één over is. Deze is gerestaureerd en functioneert weer sinds 2003. Er is een Romaanse kerk, een functionerend openluchttheater (in de zomer) en een kleine waterval. Eens per week is er markt met hoofdzakelijk biologische producten. Door de rotswand (de falaise) is het doorgaand verkeer door het dorp zeer beperkt en daardoor is het er rustig. Er is een groeiende wijnbouwcoöperatie, die de laatste jaren een kwaliteitsverbetering heeft gerealiseerd. Deze produceert voornamelijk een minder opvallende rosé. De wijn draagt sinds 1977 het kwaliteitsmerk "AOC Côtes de Provence". De druivenoogst is in september-oktober, de olijvenoogst in december.

## Geschiedenis
In de zesde eeuw was er een aanzienlijke Joodse gemeenschap, waarop nog enkele aanduidingen wijzen zoals 'Rue de Jérusalem'. In de 10e eeuw was er een kasteel. De buiten het dorp gelegen kerk 'Notre Dame des Grâces' dateert van 1519 en is een bedevaartsoord met vrouwenklooster. Aan de andere kant buiten het dorp ligt het St.-Jozefklooster. In de 17de beleefde het dorp zijn hoogtepunt, maar leed erg onder de oorlogen en de Franse Revolutie. Vóór 1900 telde het dorp 220.000 olijfbomen en de oogst van 1900 bereikte een omvang van 6 250 000 kg, maar de strenge vorst in de jaren 50 van de twintigste eeuw roeide de olijventeelt zo goed als uit.

## Demografie
Onderstaande figuur toont het verloop van het inwonertal (bron: INSEE-tellingen).